# Acytolepis lilacea
Acytolepis lilacea  (лат.) — вид чешуекрылых насекомых семейства голубянок. Распространён в Индии и Юго-Восточной Азии. В жаркие дни бабочки садятся на влажную почву.
Известно 3 подвида:
- Acytolepis lilacea indochinensis — Нилгири, Палани, Кодагу;
- Acytolepis lilacea lilacea — Шри-Ланка;
- Acytolepis lilacea moorei — Бирма, Таиланд, Лаос.